# Tamar Halperin
Tamar Halperin (* 1976 in Tel Aviv) ist eine israelische Cembalistin, Pianistin und Dirigentin.

## Leben und Wirken
Halperin, die in Israel aufwuchs und zunächst eine Karriere als Tennisspielerin verfolgte, studierte Musik an der Universität von Tel Aviv; sie setzte ihre musikalische Ausbildung an der Schola Cantorum Basiliensis fort; an der Juilliard School of Music in New York City promovierte sie über Johann Sebastian Bach.
Mit einem Repertoire, das fünf Jahrhunderte umspannt, ist sie mit Solisten wie Laurence Cummings und Idan Raichel sowie Orchestern wie dem New York Philharmonic Orchestra und dem English Concert Baroque Orchestra in Europa, Nordamerika, Israel, Japan, Korea und Australien aufgetreten. Als Cembalistin und Dirigentin zugleich hat sie mit dem Podium Festival Orchestra, The English Concert und dem Cape Town String Exchange Ensemble zusammengearbeitet.
Neben der Barockmusik, die im Zentrum ihrer Arbeit steht, widmet sich Halperin auch zeitgenössischem Repertoire. In Zusammenarbeit mit dem Jazzpianisten Michael Wollny nahm sie das viel beachtete Album Wunderkammer auf, das 2010 den ECHO als bestes Klavieralbum erhielt. Mit Jim McNeely und der hr-Bigband entstand das Album Wunderkammer XXL. Mit ihrem Ehemann, dem Kontratenor Andreas Scholl, veröffentlichte sie 2012 das Album Wanderer mit Liedern von Haydn, Mozart, Schubert und Brahms. Auf ihrem Album Satie (2016) isoliert sie die Stimmen von Klavierstücken Erik Saties und setzt sie neu zusammen, interpretiert auf teils unterschiedlichen Tasteninstrumenten (neben dem Flügel und dem Cembalo auch auf Glockenspiel, Hammondorgel, Wurlitzer und einem Computer). Im Trio BachSpace fusioniert sie mit dem Geiger Etienne Abelin und dem Audiodesigner Tomek Kolczyński die Musik Bachs mit Samples, Loops und Klängen an der Schnittstelle von Barockmusik und Electronica.
Seit August 2012 ist sie mit dem deutschen Opernsänger Andreas Scholl verheiratet. Als Ergebnis einer deutsch-israelischen Familienbegegnung entstand 2018 das gemeinsame Album The Family Songbook, das einen großen stilistischen Bogen von Liedern verschiedener Kulturkreise umfasst. 2019 legte das Paar das Album Twilight People vor.

## Preise und Auszeichnungen
- 1998–2000: Stipendiatin der America-Israel Cultural Foundation
- 2004: Ehrenpreis bei der Van Vlaanderen Musica Antiqua Brugge Competition
- 2005: Presser Award
- 2006: REC Music Award
- 2006: Eisen-Picard Performing Arts Award
- 2007: Eisen-Picard Performing Arts Award
- 2010 und 2014: ECHO Jazz, für ihre „Wunderkammer“-Produktionen mit Michael Wollny
- 2016: Hessischer Kulturpreis (zusammen mit Andreas Scholl)[5]